# Матрица Гурвица
Матрица Гурвица или матрица Рауса – Гурвица (в математике)  или матрица устойчивости (в инженерном деле) — структурированная квадратная матрица, построенная из коэффициентов вещественного полинома.

## Матрица Гурвица и критерий устойчивости Гурвица
Пусть дан полином с вещественными коэффициентами
{\displaystyle p(z)=a_{0}z^{n}+a_{1}z^{n-1}+\cdots +a_{n-1}z+a_{n}}
тогда квадратная матрица {\displaystyle n\times n}
{\displaystyle H={\begin{pmatrix}a_{1}&a_{3}&a_{5}&\dots &\dots &\dots &0&0&0\\a_{0}&a_{2}&a_{4}&&&&\vdots &\vdots &\vdots \\0&a_{1}&a_{3}&&&&\vdots &\vdots &\vdots \\\vdots &a_{0}&a_{2}&\ddots &&&0&\vdots &\vdots \\\vdots &0&a_{1}&&\ddots &&a_{n}&\vdots &\vdots \\\vdots &\vdots &a_{0}&&&\ddots &a_{n-1}&0&\vdots \\\vdots &\vdots &0&&&&a_{n-2}&a_{n}&\vdots \\\vdots &\vdots &\vdots &&&&a_{n-3}&a_{n-1}&0\\0&0&0&\dots &\dots &\dots &a_{n-4}&a_{n-2}&a_{n}\end{pmatrix}}.}
называется матрицей Гурвица, соответствующей полиному {\displaystyle p(z)}. Адольф Гурвиц в 1895 году установил, что этот полином с {\displaystyle a_{0}>0} устойчив (то есть все его корни имеют строго отрицательную вещественную часть) тогда и только тогда, когда все ведущие главные миноры матрицы {\displaystyle H(p)} положительны:
{\displaystyle {\begin{aligned}\Delta _{1}(p)&={\begin{vmatrix}a_{1}\end{vmatrix}}&&=a_{1}>0,\\[2mm]\Delta _{2}(p)&={\begin{vmatrix}a_{1}&a_{3}\\a_{0}&a_{2}\\\end{vmatrix}}&&=a_{2}a_{1}-a_{0}a_{3}>0,\\[2mm]\Delta _{3}(p)&={\begin{vmatrix}a_{1}&a_{3}&a_{5}\\a_{0}&a_{2}&a_{4}\\0&a_{1}&a_{3}\\\end{vmatrix}}&&=a_{3}\Delta _{2}-a_{1}(a_{1}a_{4}-a_{0}a_{5})>0\end{aligned}}}
и так далее. Миноры {\displaystyle \Delta _{k}(p)} называются определителями Гурвица. Точно так же, если {\displaystyle a_{0}<0} тогда многочлен устойчив тогда и только тогда, когда главные миноры имеют чередующиеся знаки, начиная с отрицательного.

## Матрицы устойчивости Гурвица
В инженерном деле и теории устойчивости квадратная матрица {\displaystyle A} называется матрицей Гурвица, если каждое собственное значение {\displaystyle A} имеет строго отрицательную вещественную часть, то есть
{\displaystyle \mathop {\mathrm {Re} } [\lambda _{i}]<0\,}
для каждого собственного значения {\displaystyle \lambda _{i}}. {\displaystyle A} также называется матрицей устойчивости, потому что тогда дифференциальное уравнение
{\displaystyle {\dot {x}}=Ax}
асимптотически устойчиво, то есть {\displaystyle x(t)\to 0} когда {\displaystyle t\to \infty .}
Если {\displaystyle G(s)} является (матричной) передаточной функцией, то {\displaystyle G} называется передаточной функцией Гурвица, если полюса всех элементов {\displaystyle G} имеют отрицательную реальную часть. Обратите внимание — не обязательно, чтобы {\displaystyle G(s)} для конкретного аргумента {\displaystyle s} была матрицей Гурвица — она даже не должна быть квадратной. Связь  состоит в том, что если {\displaystyle A} — матрица Гурвица, то динамическая система
{\displaystyle {\dot {x}}(t)=Ax(t)+Bu(t)}
{\displaystyle y(t)=Cx(t)+Du(t)\,}
имеет гурвицеву передаточную функцию.
Любая гиперболическая неподвижная точка (или точка равновесия) непрерывной динамической системы локально асимптотически устойчива тогда и только тогда, когда якобиан динамической системы устойчив по Гурвицу в неподвижной точке.
Матрица устойчивости Гурвица играет важную роль в теории управления. Система устойчива, если ее управляющая матрица является матрицей Гурвица. Отрицательные вещественные части собственных значений матрицы представляют собой отрицательную обратную связь. Точно так же система по своей природе неустойчива, если хотя бы одно из собственных значений имеет положительную вещественную часть, представляющую собой положительную обратную связь.

## Внешние ссылки
- Hurwitz matrix (англ.). PlanetMath.